# John Mackenzie (Regisseur)
John Mackenzie (* 22. Mai 1928 in Edinburgh, Schottland; † 8. Juni 2011 in London, England) war ein britischer Regisseur.

## Leben
Mackenzie besuchte in Edinburgh die High School und graduierte an der Universität in Geschichte. Erste Schauspiel-Ambitionen führten ihn zu einer kleinen Londoner Bühne. Dort lernte er den sozialistischen Regisseur Ken Loach kennen, bei dem er Regieassistent bei den Streifen Up the Junction und dem berühmten Cathy Come Home wurde.
Später drehte er auch selbst.

## Filmografie (Auswahl)
- 1969: One Brief Summer
- 1971: Die Satansbrut (Unman, Wittering and Zigo)
- 1981: Lebenslänglich (A Sense of Freedom)
- 1980: Rififi am Karfreitag (The Long Good Friday)
- 1983: Der Honorarkonsul (The Honorary Consul)
- 1985: Verraten und verkauft; auch: Local 323 (Act of vengeance)
- 1987: Das vierte Protokoll (The Fourth Protocol) – nach Frederick Forsyth mit Michael Caine und Pierce Brosnan
- 1990: Blue Heat – Einsame Zeit für Helden
- 1991: Jack Ruby – Im Netz der Mafia (Ruby) mit Danny Aiello
- 1993: Voyage
- 1995: The Infiltrator
- 1996: Deadly Voyage
- 1998: Aldrich Ames – Last Spy
- 2000: Allein gegen das Verbrechen (When the Sky Falls)
- 2003: Quicksand – Gefangen im Treibsand (Quicksand)